# Hato Corozal
Hato Corozal es un municipio colombiano ubicado en el departamento de Casanare. Tiene una extensión de 5.436 km² y una población aproximada de 11.500 habitantes. Se encuentra a una altitud de 250 m s. n. m., con temperaturas de 25 a 27 °C.

## Historia
Hato Corozal fue fundado en 1664, Por la comunidad de los jesuitas cuando fundaron "La Yegüera", factoría de la importante Hacienda de Caribabare, matriz de las haciendas de Tocaría, Cravo, Apiay, Caribachea, entre otras, las cuales dieron origen a varios pueblos casanareños como Támara, Morcote y Nunchía.  Este primer asentamiento ganadero albergó en sus sabanas algo más de cien mil cabezas de vacunos y equinos. Fue erigido como municipio en 1956.

## División Político-Administrativa
Además de su Cabecera municipal. Hato Corozal tiene bajo su jurisdicción los siguientes Centros poblados:
- Caño Mochuelo
- Chire
- La Frontera (La Chapa)
- Pueblo Nuevo
- Puerto Colombia
- Rosa Blanca
- San José de Ariporo
- Santa Rita

## Economía
Hato Corozal es un municipio rico en ganadería, agricultura y diversas especies de fauna y flora que conviven en un extraordinario hábitat sobre la vega de los ríos Chire, Aricaporo y Casanare. Algunos de los productos agrícolas más cultivados en el municipio son el plátano, la yuca, el arroz (hacienda La Veremos-El Aracal, vereda San Nicolás), el maíz y la piña, de la cual la mayor producción se encuentra en la vereda La Maraure.